# Nausinoe capensis
Nausinoe capensis là một loài bướm đêm trong họ Crambidae.